# Aeródromo Los Calafates
El Aeródromo Los Calafates (OACI: SCFS) es un terminal aéreo ubicado junto a la localidad de Huillinco, comuna de Chonchi, Provincia de Chiloé, Región de Los Lagos, Chile. Es de propiedad privada.